# Longtan (köpinghuvudort i Kina, Jiangxi Sheng, lat 28,39, long 115,24)
Longtan är en köpinghuvudort i Kina. Den ligger i provinsen Jiangxi, i den sydöstra delen av landet, omkring 71 kilometer sydväst om provinshuvudstaden Nanchang. Antalet invånare är 32 281. Befolkningen består av 15 143 kvinnor och 17 138 män. Barn under 15 år utgör 22,0 %, vuxna 15-64 år 68 %, och äldre över 65 år 8,0 %.
Runt Longtan är det tätbefolkat, med 331 invånare per kvadratkilometer. Närmaste större samhälle är Shinao, 5,2 km öster om Longtan. Trakten runt Longtan består till största delen av jordbruksmark.
Genomsnittlig årsnederbörd är 2 092 millimeter. Den regnigaste månaden är maj, med i genomsnitt 337 mm nederbörd, och den torraste är oktober, med 32 mm nederbörd.